# Everlong
Everlong је други сингл америчке рок групе Фу фајтерс са албума The Colour and the Shape. Идата је 18. августа 1997. године. Песма је достигла треће место на америчкој и канадскоој топ листи песама алтернативног рока.

## Чланови
- Дејв Грол — вокали, ритам гитара, бубњеви
- Пет Смир — соло гитара
- Нејт Мендел — бас гитара
- Луиз Поуст — пратећи вокали